# قلابچه‌ماهی

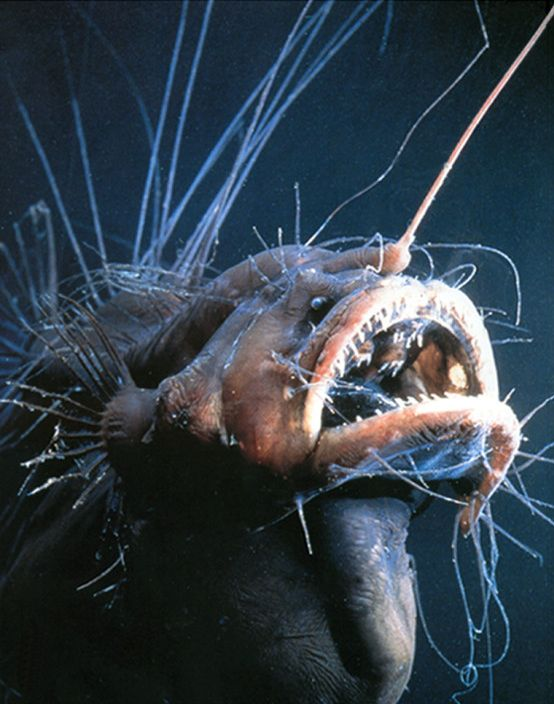
قلابچه‌ماهی

قلابچه‌ماهی ماهی‌هایی هستند از راسته قلابچه‌ماهی‌سانان (نام علمی: Lophiiformes)که خود یک زیررده از نوبالگان است.